# Anophelinae
Sous-famille
Les Anophelinae forment une sous-famille monophylétique de diptères nématocères de la famille des Culicidae et comporte 478 espèces. La sous-famille est subdivisée en 3 genres, le plus abondant étant Anopheles, puis Bironella (8 espèces) et Chagasia (5 espèces). Ces moustiques se rencontrent sur l'ensemble des zones tempérées, subtropicales et tropicales, à l'exception de quelques îles isolées du Pacifique ou de l'Atlantique. C'est dans cette sous-famille que se rencontrent exclusivement les espèces vectrices du paludisme. Quelques espèces peuvent transmettre des microfilaires ou des arbovirus.

## Liste des genres
D'après Harbach
- genre Anopheles Meigen, 1818 (7 sous-genres, 465 espèces : régions néotropicale, afrotropicale, asiatique)
  - sous-genre Anopheles Meigen,1818 (182 espèces : région afrotropicale)
  - sous-genre Baimaia Abraham, 1947 (1 espèce : Thaïlande, Birmanie)
  - sous-genre Cellia Theobald, 1902 (217 espèces : Ancien Monde)
  - sous-genre Kerteszia Theobald, 1905 (12 espèces : région néotropicale)
  - sous-genre Lophodomyia Antunes, 1937 (6 espèces : région néotropicale)
  - sous-genre Nyssorhynchus Blanchard (35 espèces : région néotropicale)
  - sous-genre Stethomyia  Theobald (5 espèces : région néotropicale)
- genre Bironella Theobald, 1905 [2] (3 sous-genres, 8 espèces : région australasienne)
  - sous-genre Bironella Theobald, 1905  (2 espèces)
  - sous-genre Brugella Edwards, 1930    (3 espèces)
  - sous-genre Neobironella (3 espèces)
- genre Chagasia Cruz, 1906 [3] (5 espèces : région néotropicale)